# Миронівка (Кропивницький район)
Миро́нівка — село в Україні, у Катеринівській сільській громаді Кропивницького району Кіровоградської області. Населення становить 28 осіб.

## Історія
За даними 1894 року у селі Миронівка (Таранухи) Володимирської волості Єлисаветградського повіту Херсонської губернії мешкало 410 осіб (209 чоловічої статі та 201 — жіночої), налічувалось 57 дворових господарств, лавка.

## Населення
За переписом населення України 2001 року в селі мешкало 30 осіб.

### Мова
Розподіл населення за рідною мовою за даними перепису 2001 року:
| Мова       | Відсоток |
| ---------- | -------- |
| українська | 92,86 %  |
| російська  | 7,14 %   |